# Хірургія

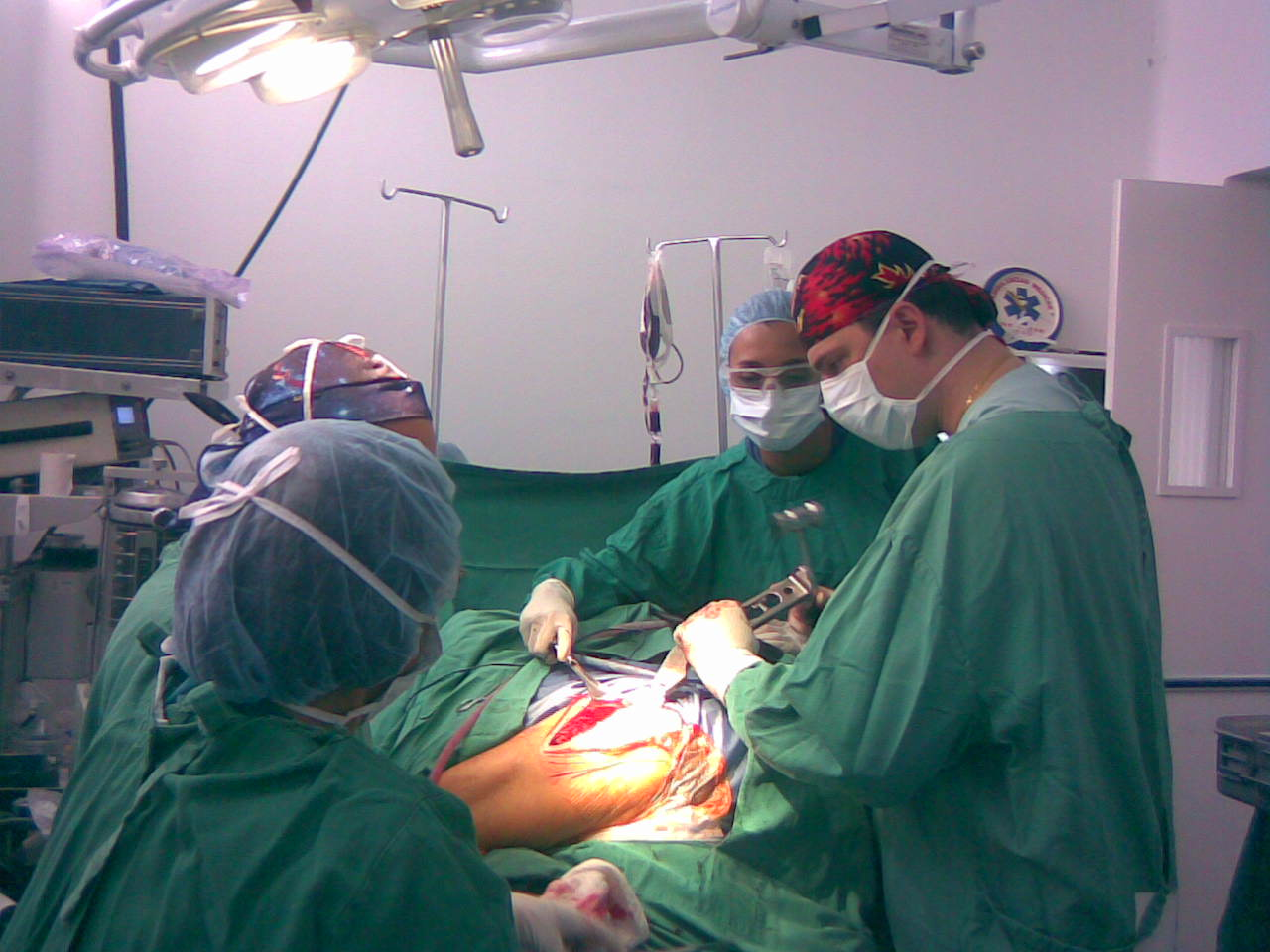
В операційній під час оперативного втручання.

Хірургі́я (грец. χειρουργική, від грец. χειρ — рука і грец. ουργική — робити) — галузь медицини, яка вивчає патологічні стани та хвороби, що лікуються за допомогою оперативного (хірургічного) методу. Завданням хірургії є також ряд питань підготовки пацієнта до операції та ведення його в післяопераційному періоді.

## Історія

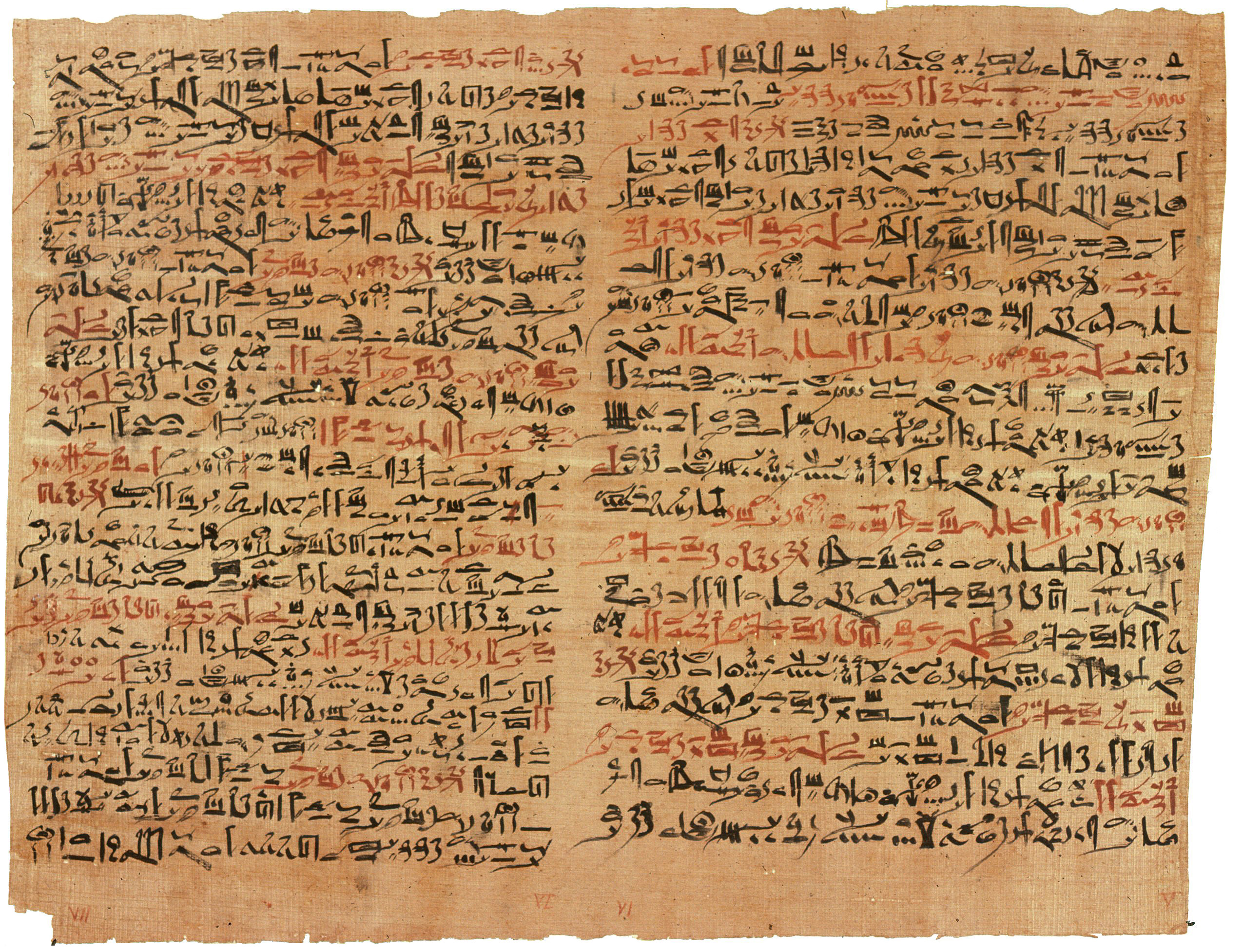
Папірус Едвіна Сміта, найстаріший у світі хірургічний документ. Написаний близько 1600 р. до н.е.

Джироламо Фабріціо, «Хірургічні операції»(Operationes chirurgicae), 1685

Хірургія є однією з найдавніших галузей медицини, але її широке застосування стало можливим з XIX століття. Спочатку стрімкий розвиток знань з анатомії людини, далі наукове обґрунтування і запровадження антисептичної і асептичної техніки (Джозеф Лістер, 1865-1867), наркозу (зубний лікар Уелс, 1844; зубний лікар Мортон, 16.10.1846), відкриття груп крові за системою AB0 та їх сумісності при гемотрансфузії (Ландштайнер та Янський). Актуальними залишаються різні напрямки хірургії: пересадка і пластика (донорських тканин, органів, протезів, стовбурових клітин) та малоінвазиність хірургічних втручань (триває інтенсивна розробка дистанційної хірургічної робототехніки, зокрема розширення сфер застосування робота «Da Vinci»).
Чільне місце в хірургічному лікуванні займає хірургічний інструментарій, без якого неможливо виконати хірургічне втручання як таке.

## Напрямки хірургії

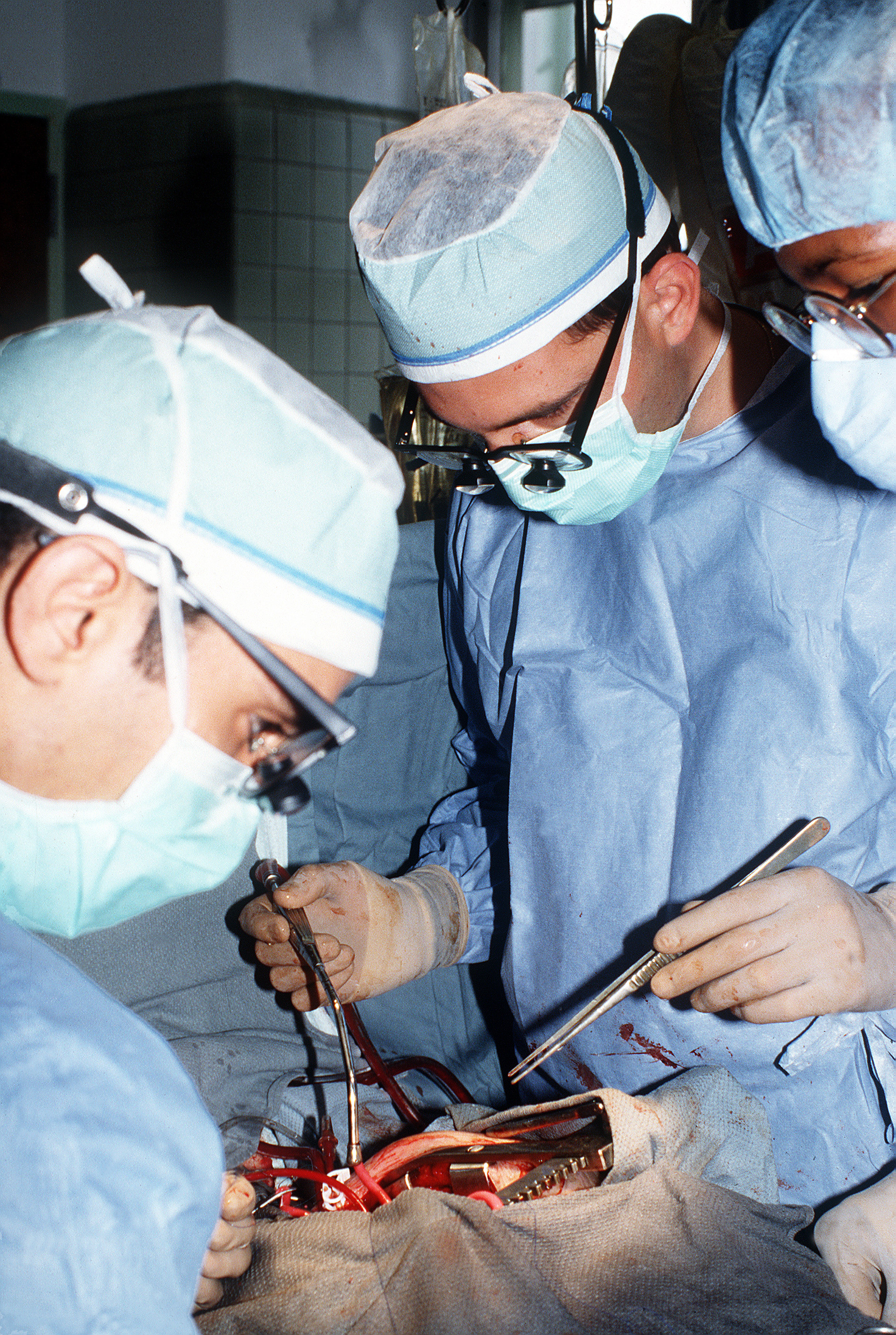
Торакальний хірург проводить протезування мітрального клапана

Сучасна хірургія щоразу більше стає реконструктивною хірургією (тобто спрямованою на те, щоб відновити або замінити ушкоджений орган: протез судини, штучний клапан серця тощо) і малоінвазивною (тобто спрямованою на те, щоб мінімізувати область втручання в організмі — мінідоступи, лапароскопічна техніка, рентгеноендоваскулярна хірургія, розділ молекулярної медицини — ферментативна хірургія).

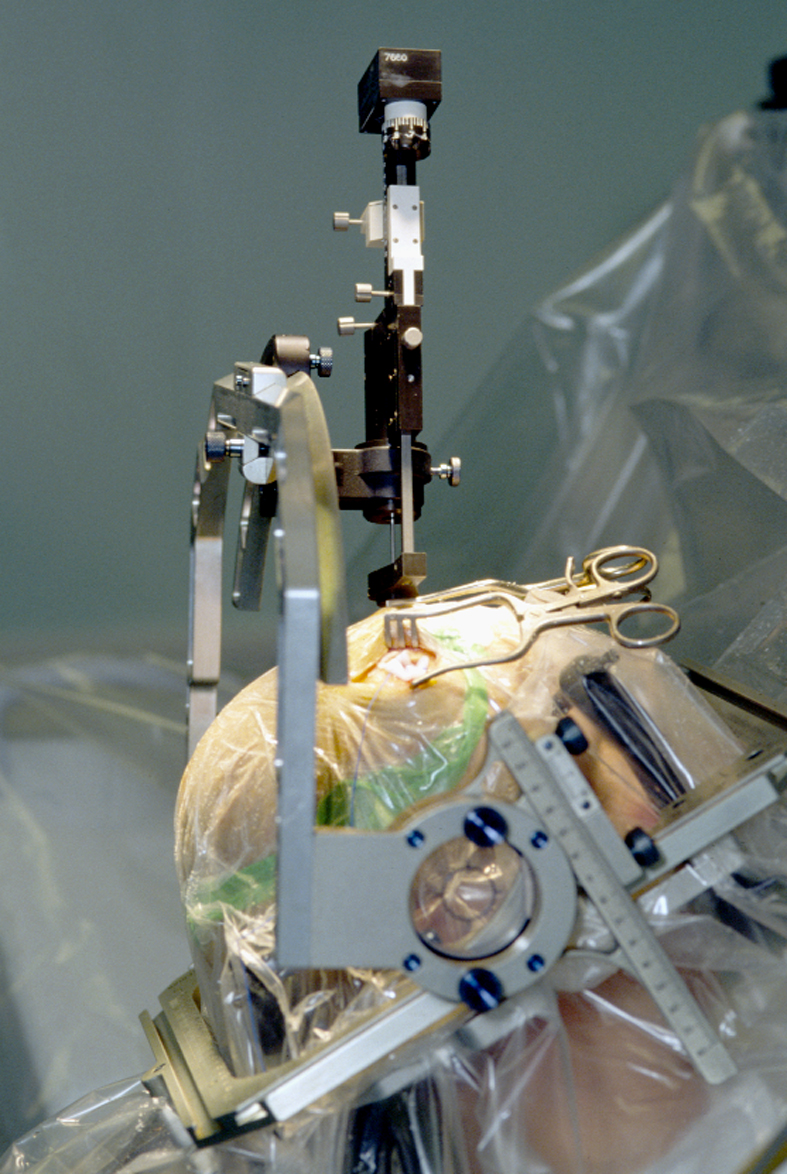
Нейрохірургічна операція

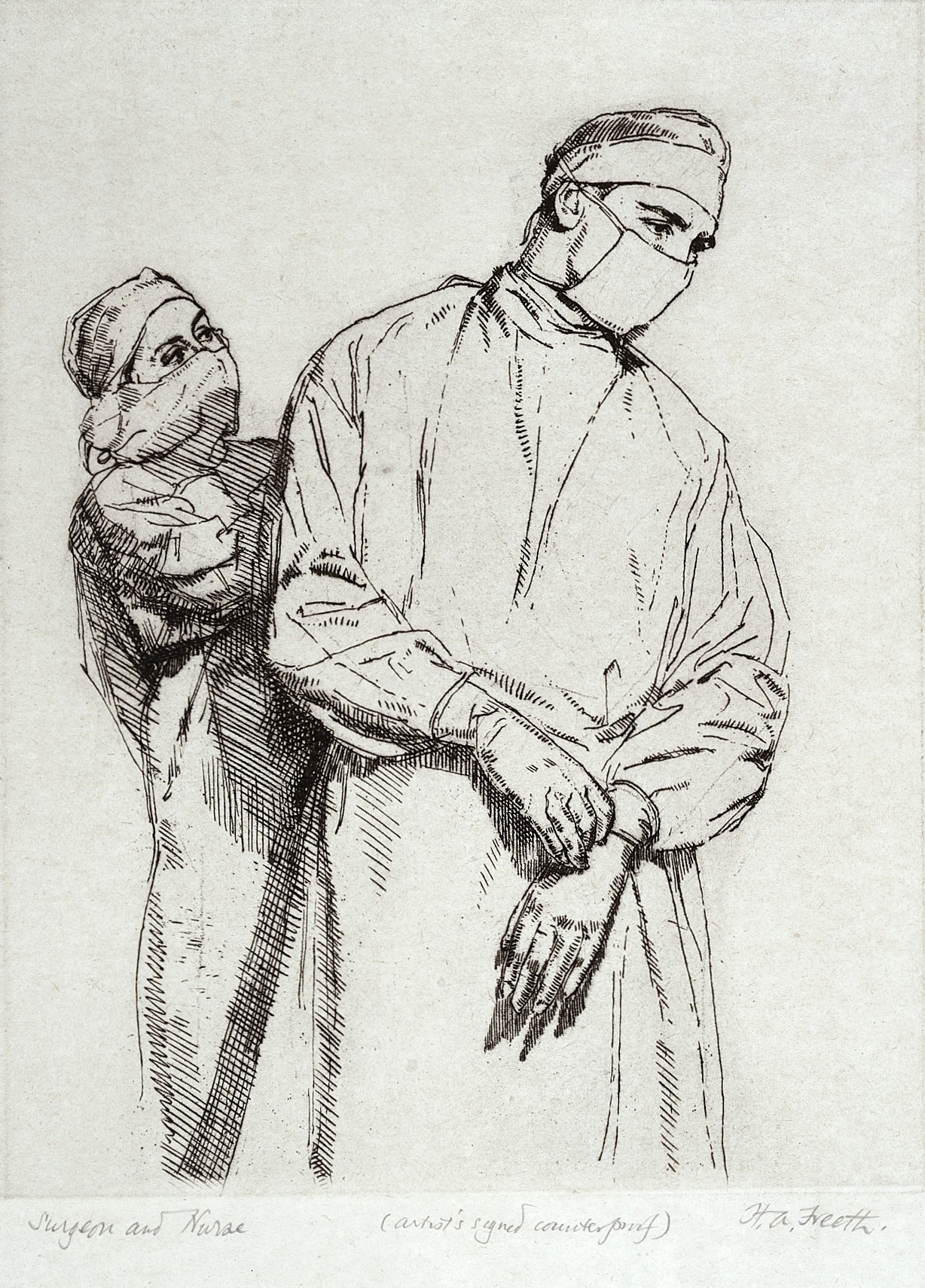
Хірург та медсестра

Освітньо-кваліфікаційний рівень лікаря, який прийшов підготовку з хірургії — лікар-хірург. Розвиток хірургії, зумовив появу підрозділів, які вивчають та вдосконалюють хірургічне лікування лише одного органу чи системи: загальна (абдомінальна), торакальна хірургія, кардіохірургія, спільний розділ кардіоторакальна хірургія, судинна (спільний розділ кардіо-судинна хірургія), пластична та реконструктивна, щелепно-лицева, нейрохірургія, ендокринна хірургія, травматологія та ортопедія, проктологія, урологія, оперативна гінекологія, комбустіологія, трансплантологія, дитяча хірургія, малоінвазивна (лапароскопічна та ендоскопічна хірургія), онкохірургія і її підрозділ радіохірургія, тощо. Як наслідок, існує поняття вузької спеціалізації хірурга у певній галузі хірургії.

## Видатні персони у хірургії
- Ібн Сіна — лікар, видав Канон лікарської науки, де IV том повністю присвячено хірургії: детально описує лікування вивихів та переломів, гарячки, окремо виділені методи лікування різноманітних пухлин, гнійних запалень. У свій час Ібн Сіна першим із хірургів провів трепанацію черепа.
- Гіппократ — лікар, придумав Клятву Гіпократа, використовував компреси та проколи при гнійних захворюваннях шкіри.
- Гарвей — лікар, засновник сучасної фізіології та ембріології, відкрив закон про кровообіг (1628).
- Ігнац Земмельвейс — акушер-гінеколог, засновник асептики та антисептики.
- Юрій Вороний (1895—1961) — хірург, здійснив першу в світі операцію по імплантації нирки (1933).
- Джозеф Лістер — хірург, зумів запровадити асептику та антисептику у хірургії. Придумав хромувати кетгут.
- Нестор Монастирський — хірург, (1847—1888), першим у світі наважився з'єднати жовчний міхур з тонкою кишкою у хворого на рак підшлункової залози, першим із вітчизняних хірургів виконав холецистектомію, гастроентерестомію із приводу рубцевого звуження воротаря.
- Карл Ландштайнер — лікар, продовжуючи дослідження Ерліха, відкрив (1900) систему груп крові AB0, також відкрив систему груп крові за резус-фактором (1940).
- Ян Янський — лікар, перевідкрив (1903) систему груп крові AB0 (зокрема групу IV(AB)) позначивши їх латинськими цифрами та дослідив передумови можливого переливання крові відповідно до групи.
- Пирогов Микола Іванович — видатний хірург, створив перший атлас топографічної анатомії людини, засновник військово-польової хірургії, започаткував використання анестезії при оперативних втручаннях. Запровадив у хірургії сестер-жалібниць.
- Теодор Більрот — хірург, запропонував багато хірургічних операцій: резекцію стравоходу, шлунка (Більрот-І, Більрот-ІІ), гортані, передміхурової залози та ін., склав багатотомний посібник з хірургії. Ввів у хірургію інструмент — затискач Більрота (хірургічний інструментарій)
- Аугуст Готліб Ріхтер[en] — ввів у хірургію інструмент — ножиці Ріхтера (хірургічний інструментарій)
- Естлі Купер — хірург, отримав медаль Коплі за демонстрацію способу лікування дисфункції євстахієвої труби. Ввів у хірургію інструмент — ножиці Купера (хірургічний інструментарій)
- Еміль Теодор Кохер — хірург, лауреат Нобелівської премії з фізіології і медицини в 1909 році «за роботи в галузі фізіології, патології і хірургії щитоподібної залози». Послідовник Джозефа Лістера і Теодора Більрота. Впровадив застосування шовкової нитки у зашиванні хірургічних ран.
- Філатов Володимир Петрович — офтальмолог, хірург, номінант(1950 рік) на Нобелівську премію за праці з фізіології та медицини, за створення методу пересадки рогівки ока, розробив у період війни успішні методики пересадки рогівки, збереження ока для використання донорського матеріалу.
- М.В.Скліфасовський — військово-польовий хірург, один із перших запровадив у Російській Імперії асептику та антисептику у хірургічній практиці, сприяв жіночій медичній освіті, організації медичного факультету при університеті в Одесі
- О. В. Вишневський — військовий хірург, творець знаменитої лікувальної мазі Вишневського, сприяв адаптації місцевої анестезії у хірургічній практиці в СРСР.
- Амосов Микола Михайлович — видатний український лікар, хірург, науковець, винахідник, академік, громадський діяч. Усіляко сприяв розвитку і зростанню кардіохірургії.

## Національні товариства
- Асоціація хірургів України[2]
- Товариство естетичних пластичних хірургів України, ОЕПХУ [3]
- Всеукраїнська асоціація пластичних, реконструктивних та естетичних хірургів (ВАПРЕХ) [4]
- Міжнародне товариство естетичної пластичної хірургії
- Американський Коледж Хірургів
- Американська Академія Ортопедичних Хірургів
- Королівський Австралійський Коледж Хірургів
- Королівський Австралійський Коледж Стоматологічних Хірургів
- Королівський Коледж Лікарів і Хірургів Канади
- Королівський Коледж Хірургів в Ірландії
- Королівський Коледж Хірургів Единбурга (засновано 1505 року, Шотландія)
- Королівський Коледж Лікарів і Хірургів Глазго (Шотландія)
- Королівський Коледж Хірургів Англії

### Книги
1. Хірургія: підручник / Я.С. Березницький О.В. Білов, Л.С. Білянський та ін.; за ред. Я.С. Березницького. — Вінниця: Нова Книга, 2020. — 528 с. ISBN 978-966-382-834-3. — С.9-11.
2. Хірургія: у 2-х томах. Т. 1: підручник / За С. O. Бойко, та ін..- Вінниця: Нова книга, 2019.- 704 с. ISBN 978-966-382-730-8. — C.8-9.
3. Хірургія: підручник у двох томах / Р.О. Сабадишин [та ін.]. — Вінниця: Нова книга, 2018 — Т.1: Загальна хірургія з основними видами хірургічної патології. Лікування хворого в хірургічному стаціонарі. — 2018. — 782 с.: табл., іл. ISBN 978-966-382-705-6. — С.10-25.
4. Загальна хірургія: [підручник для студентів вищих навч. закладів МОЗ України] / за ред.: Я.С. Березницького, М.П. Захараша, В.Г. Мішалова, В.О. Шідловського; В.П. Андрющенко, Я.С. Березницький, А.В. Верба та ін. — Вінниця: Нова Книга, 2018. — 342 с.: кольор. іл.. ISBN 978-966-382-702-5. — С.7-14.
5. Хірургія: підручник / О.Ю. Усенко, Г.В. Білоус, Г.Й. Путинцева. — 2-е вид. — К.: ВСВ «Медицина», 2013. — 416 с. ISBN 978-617-505-264-8. — С.7-13.
6. Сторінки виникнення й розвитку хірургії в Україні. Хірургічні школи. Кафедри хірургії. — Тернопіль: ТДМУ, 2005. — 248 с. ISBN 966-673-053-7
7. Хірургія / Хіміч С. Д. та ін.;. — К.:Здоров'я, 2004. — 488 с. ISBN 5-311-01352-4. — С.5,10-12.
8. Клінічна хірургія / За ред. Л.Я. Ковальчука. — Укрмеднига: Тернопіль, 2000. — Т.1, 524 с. ISBN 966-7364-24-0. — С.11-32.
9. Скрипниченко Д. Ф. Хірургія : підручник. — 4-е вид., випр. і доповн.. — Київ : Вища школа, 1992. — 581 с. — ISBN 5-11-003837-6. — С.8-15.
10. Хірургічні хвороби / [Мішалов В. Г., Бурка А. О., Маркулан Л. Ю. та ін.] — 2008, Т. 1 — 286 с. , [3] арк. іл.: іл., табл. — ISBN 978-966-96842-1-9 (C.?)

### Журнали

#### Українські
- Шпитальна хірургія. Журнал імені Л. Я. Ковальчука
- Хірургія дитячого віку
- Неонатологія, хірургія та перинатальна медицина

#### Світові
- Annals of Surgery
- JAMA Surgery
- Surgery
- Journal of Pediatric Surgery
- British Journal of Surgery
- American Journal of Surgery
- World Journal of Surgery